# تونی راس
تونی راس (به انگلیسی: Anthony Lee Ross)، زاده ۱۰ آگوست ۱۹۳۸، تصویرگر و نویسنده بریتانیایی کتاب‌های مصور برای کودکان است. او به‌خصوص برای تصویرگری کتابهای کودکان پرنسس کوچولو و مجموعه هنری زلزله اثر فرانچسکا سایمون معروف است. هر دو این کتاب‌ها به صورت مجموعه تلویزیونی با تصویرگری او درآمده‌اند. او همچنین دیوید ویلیامز، آمبر براون از پائولا دانزیگر را نیز تصویرگری کرده‌است. تونی راس در لندن متولد شد و در مدرسه هنر و لیورپول تحصیل کرده‌است.
[